# 哈爾恰
49°56′51″N 30°53′51″E / 49.94750°N 30.89750°E
哈爾恰（烏克蘭語：Халча）是位於烏克蘭北部的村莊，由基辅州奧布希夫區的卡哈爾利克市鎮負責管轄。該村面積6.23平方公里，海拔高度166米，2001年人口634，人口密度每平方公里101.9人。